# Flaga Vancouver
Flaga miasta Vancouver, (Kolumbia Brytyjska, Kanada) – została przyjęta przez Radę Miejską 17 maja 1983. Została zaprojektowana przez Roberta Watta, ówcześnie dyrektora Vancouver Museum, a obecnie Głównego Herolda Kanady.
Krokiew po lewej stronie jest zielona. Na niej znajduje się złota tarcza z symbolem miasta.
Symbol miasta składa się z corona muralis i skrzyżowanego topora i wiosła.
Faliste wstęgi w kolorze białym i błękitnym symbolizują Ocean Spokojny i rzeki otaczające miasto. Mają takie samo znaczenie jak fale na fladze Kolumbii Brytyjskiej.